# Night of the Crime
Albums de Icon
Icon
(1984) A More Perfect Union
(1987)
Night of the Crime est le deuxième album studio du groupe Icon sorti en 1985.

## Titres
| No  | Titre                           | Auteur                   | Durée |
| --- | ------------------------------- | ------------------------ | ----- |
| 1.  | Naked Eyes                      | Halligan, Aquilino       | 4:04  |
| 2.  | Missing                         | Halligan                 | 4:30  |
| 3.  | Danger Calling                  | Halligan, Wexler         | 3:40  |
| 4.  | (Take Another) Shot at My Heart | Clifford, Wexler         | 3:21  |
| 5.  | Out for Blood                   | Aquilino, Wexler         | 5:51  |
| 6.  | Raise The Hammer                | Halligan                 | 3:32  |
| 7.  | Frozen Tears                    | Halligan                 | 3:58  |
| 8.  | The Whites of Their Eyes        | Halligan, Wexler         | 3:46  |
| 9.  | Hungry for Love                 | Clifford, Wexler         | 4:17  |
| 10. | Rock My Radio                   | Clifford, Wexler, Varney | 4:14  |

## Composition du groupe
- Stephen Clifford : Chant
- Dan Wexler : Guitare
- John Aquilino : Guitare
- Tracy Wallach : Basse, Chœurs
- Pat Dixon : Batterie